# Kinabaluchloa
Kinabaluchloa es un género de bambúes perteneciente a la familia de las poáceas. Comprende 2 especies descritas y aceptadas.
Algunos autores lo consideran una sinonimia del género Bambusa.

## Taxonomía
El género fue descrito por Khoon Meng Wong y publicado en Kew Bulletin 48(3): 523. 1993. La especie tipo es: Kinabaluchloa wrayi (Stapf) K.M.Wong	

## Especies
A continuación se brinda un listado de las especies del género Kinabaluchloa aceptadas hasta enero de 2013, ordenadas alfabéticamente. Para cada una se indica el nombre binomial seguido del autor, abreviado según las convenciones y usos. 
- Kinabaluchloa nebulosa K.M.Wong
- Kinabaluchloa wrayi (Stapf) K.M.Wong